# بوغاتي فيرون
بوغاتي فيرون (بالإنجليزية: Bugatti Veyron)‏ سيارة رياضية ذات محرك في المنتصف، تم تصميمها وتطويرها في فرنسا من قبل مجموعة فولكسفاجن وبوجاتي وصُنعت في مولشيم في فرنسا من قبل شركة بوجاتي الفرنسية لصناعة السيارات. سميت على اسم سائق السباق بيير فيرون.
تبلغ السرعة القصوى للنسخة الأصلية من السيارة 407 كم / س (253 ميل / س). أطلق عليها لقب (سيارة العقد) ولقب (أفضل سيارة (2000-2009)) من قبل البرنامج التليفزيوني توب جير الذي عُرض على إذاعة بي بي سي، كما حاز التصميم القياسي لسيارة بوغاتي فيرون على لقب أفضل سيارة للقيادة في عام 2005 من قبل برنامج توب جير.
تعد نسخة (Super Sport) من فيرون واحدة من أسرع السيارات في العالم، إذ تبلغ سرعتها القصوى 431.072 كم / ساعة (267.856 ميلاً في الساعة). أما نسخة (Grand Sport Vitesse) فهي أسرع سيارة مكشوفة بمقعدين في العالم، إذ بلغ متوسط السرعة القصوى لها 408.84 كم / ساعة (254.04 ميلاً في الساعة) في اختبار للسيارة أُجري في 6 أبريل 2013.
في ديسمبر 2010، بدأت بوجاتي في منح المشترين القدرة على اختيار الألوان الخارجية والداخلية باستخدام برنامج كومبيوتر (تطبيق) عُرض على الموقع الرسمي للشركة. توقف إنتاج سيارات بيوغاتي في أواخر عام 2014، ولكن استمر إنتاج طرازات الإصدار الخاص حتى عام 2015.

## مقاييس وأبعاد
يبلغ طول السيارة 4.34 متر وعرضها 1.95 متر، وارتفاعها 1.2 متر. ويقع محرك السيارة بوجاتي فايرون في المنتصف ويتكون من 16 أسطوانة على شكل (w) مع 64 صماما، سعته اللترية 7993 سنتيمتر مكعب، وقوته 1001 حصان عند 6000 دورة في الدقيقة، ويرتبط بالمحرك ناقل حركة بسبع سرعات، وتبلغ السرعة القصوى للسيارة 408 كيلومتر في الساعة.ولم يقد أحد بهذه السرعة مطلقا إلا في المختبرات القياسية.

## لمحة من التاريخ
إن الاستثمار في هذه المركبات بدأت مع بداية عام 1999 وباعتبار أن EB 18/4 "Veyron" كسيارة اختبارية بنفس الهيكل الذي كان هيكل السيارة الأصلية بوجاتي 18/3 Chiron concept car الاختبارية. وعرضت النسخة الاختبارية في معرض طوكيو للسيارات وكانت مماثلة في تصميم وظهور سيارة Veyron النهائية. وكان الفرق الرئيسي هو EB 18/4 من خلال استخدام محرك ذات ثمان عشرة اسطوانة مقسم إلى ثلاث أجزاء (خانات) ويحتوي كل جزء على ست أسطوانات بشكل طولي W18. وقد رأس المصمم Hartmut Warkuss مع مصمم الهيكل الخارجي Jozef Kabaň من فولكسفاجن بدلا من المصمم الإيطالي Giorgetto الذي قام بجمع الأشكال الثلاثة السابقة في شكل واحد.

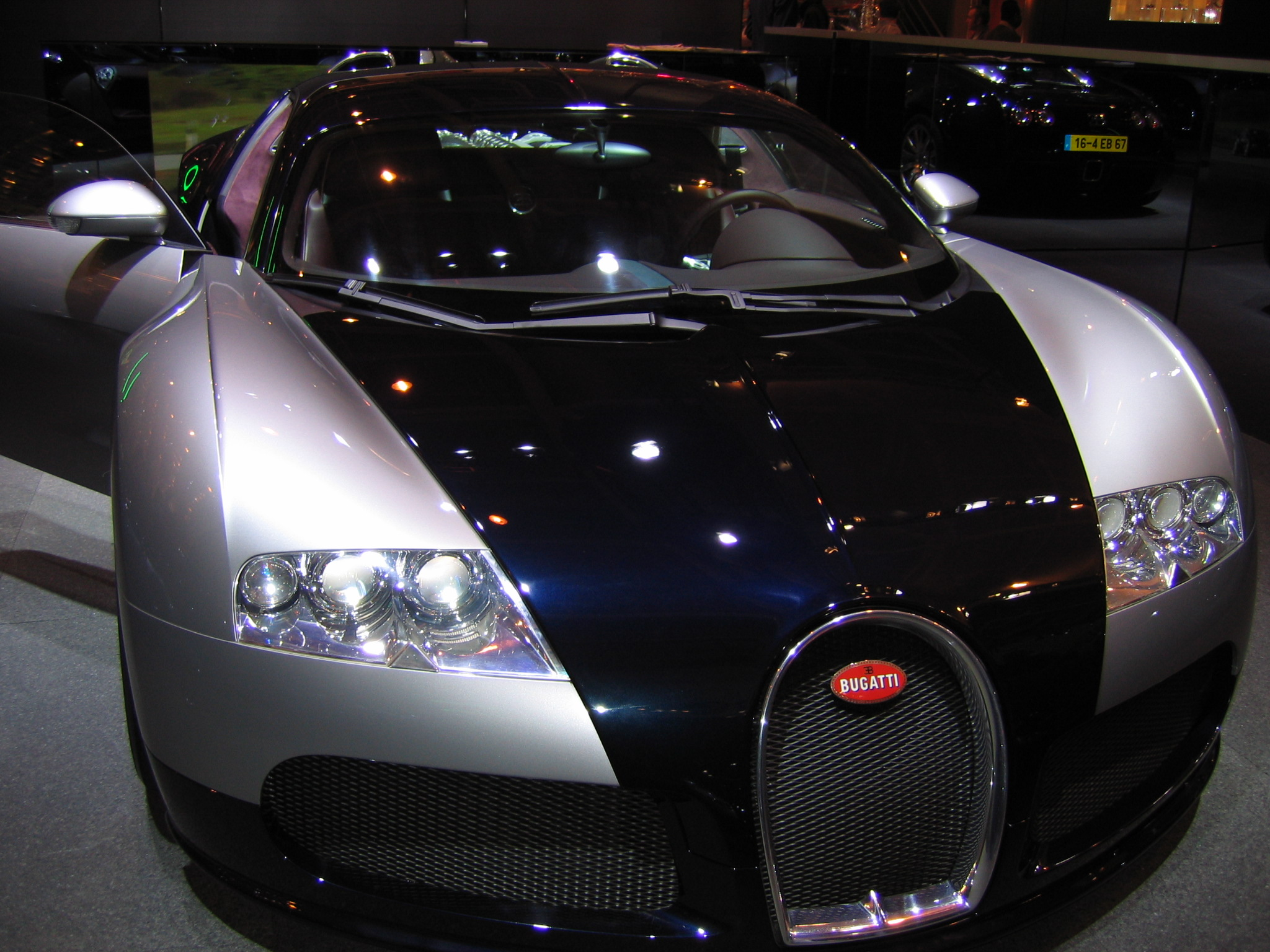
سيارة فايرون بالونيها الأسود والفضي خلال معرض باريس للسيارات في عام 2004

رئيس فولكسفاجن فرديناند بيتش أعلن إنتاج Veyron في معرض جنيف للسيارات Geneva Motor Show]] 2000]]. وقد وعد أن تكون أسرع وأقوى وأغلى سيارة في التاريخ. وبدلا من استخدام محرك W18 في إنتاج النموذج يتم استخدام محرك VR6/WR8-style W16 ذات الست عشرة أسطوانة. لوحظ للمرة الأولى في عام 1999 سيارة بنتلي بنتلي الاختبارية بمحرك W16 ومتضمنة على أربعة شواحن هواء شاحن توربيني وبقدرة 1001 حصان وبسرعة قصوى 407 كم / ساعة (253 ميلا في الساعة)، وبسعر€1 مليون باونداسترليني.
لقد واصلت طوال عام 2001 ترقية الهيكل الاختباري بوجاتي فايرون حتى أواخر عام 2001 وأعلنت بوجاتي عن السيارة وتحت اسم "Bugatti Veyron 16.4"، حيث من شأنه أن يدخل الإنتاج في عام 2003.
ومع ذلك شهدت السيارة مشاكل كبيرة خلال التنمية. كان من الصعب تحقيق الاستقرار المطلوب في السرعة العالية – لقد دمر أحد النماذج في حادث في Monterey Historics، وفي سباق مازدا في حلبة لاغونا سيكا. وفد تأخر الإنتاج من Veyron في انتظار قرار من هذه القضايا وغيرها.
Piëchتقاعد ذلك العام بصفته رئيسا للمجموعة فولكسفاجن وحل محله Bernd Pischetsrieder. أرسل الرئيس الجديد على الفور Veyron إلى أيادي الخبراء لإدخال تعديلات جوهرية عليها. نيومان كما استبدل نيومان ‏ بالرئيس الجديد Thomas Bscher في كانون الأول / ديسمبر 2003، وقد تم إدخال تعديلات كبيرة على Veyron بتوجيه من مهندس شركة السابق، رئيس الهندسة في بوجاتي Wolfgang Schreiber.
كل سيارة Veyron تباع بـ € 1100000 (صافي سعر دون ضرائب)، وتتفاوت الأسعار وأسعار الصرف والضرائب المحلية (مثل ضرائب القيمة المضافة). أسعار المملكة المتحدة أو الولايات المتحدة هي أكثر من 800000 جنيه استرليني، أو حوالي 1600000 دولار.777

## النسخ والطرازات الخاصة

### بور سانج -- Pur Sang
سميت في 10 أيلول / سبتمبر 2007 النسخة الخاصة من Veyron بـ خيول ثوروبريد وازيح الستار عن نصب لها في فرانكفورت. والفرق الوحيد عن هيئة النسخة الأصلية لـ Veyron هي الأعمال النهائية لهيئة الجسد الخارجي: بور سانج تفتقر لظهور الالومنيوم والياف الكاربون بوضوح. وان إنتاج بور سانج ستقتصر على خمس سيارات. وسوف تتضمن السيارة على عجلات الالومنيوم ذات لمعان عالي.

### Fbg par Hermès
في معرض جنيف للسياراتGeneva motor show]] في عام 2008 أعلنت بوجاتي شراكة مع دار الأزياء الفرنسية هيرميس هيرميز. ومن ميزات هذه الشراكة عدة سمات جديدة، فضلا عن إعادة تصميم الواجهة الأمامية للسيارة، مع الاهتمام بالتفاصيل الداخلية والقيام به في هيرميس باستخدام الجلود الفاخرة لصناعة الحقائب والمقاعد وباقي دواخل السيارة وقد أدلت بوجاتي في وقت لاحق عن أربع ألوان للمخططات الجديدة المتاحة لأجل Veyron. وسوف تأتي أيضا مع الأمتعة الموصى بها.

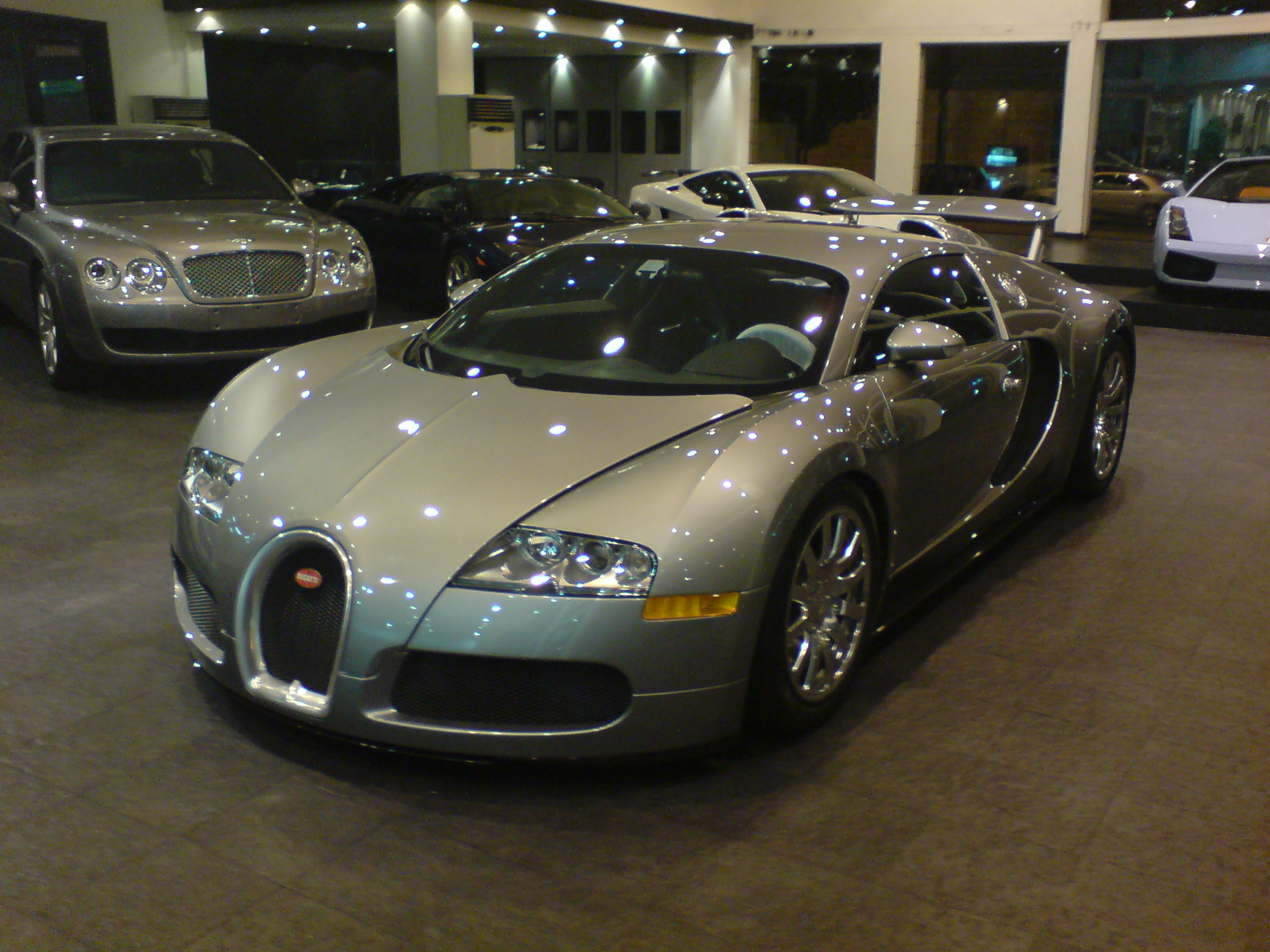
بوجاتي فايرون

### سانغ نوير -- Sang Noir
وقد كان الطراز سانغ نوير مستوحاة من نوع بوجاتي 57 أتلانتيك. حيث طليت التفاصيل الخارجية باللون الأسود، بما فيها سدادة الوقود والمصابيح الأمامية، في حين أن الجهة الخلفية مطلية أيضا، أغلفة للمرآة الجانبية، والسكك الحديدية للسقف من الكروم. أيضا، الجزء المركزي من الجسم مكون من ألياف الكربون بوليمر مدعم بألياف الكربون. وطليت المقصورة الداخلية باللونين البرتقالي المشرق مع الأسود. تم إنتاج 15 سيارة فقط من هذا الطراز.

### الرياضة الكبرى -- Grand Sport
أعلنت بوجاتي عن إنتاج نسخة أكبر من الـ Targa وتدعا بـ Grand Sport الرياضة. وكان من المقرر أن يبدأ الإنتاج في ربيع عام 2009. وتأتي هذه النسخة مع نوعين من السقوف.النوع الأول يأتي من مادة الــ بولي كربونات الشفافة والقاسية ويكون السقف متحرك. والنوع الثاني أخذ تصميمه من تصاميم المظلات ويعد الطراز (سقف المظلة) مستوحاة من الصور الكلاسيكية القديمة للمتسابقين في بوجاتي مع المظلات اليدوية التي كانوا يمسكون بها. ويمكن أن تصل إلى 252 ميل بالساعة مع سقف ثابت، وإلى 224 ميل بالساعة مع السقف المتحرك، وتقتصر على 81 ميل بالساعة مع سقف المؤقتة (التي تكون على شكل مظلة).

## المواصفات والأداء
أربعة شواحن هواء (شاحن توربيني) مع محرك مكون من W16 أسطوانة استخدمتها بوجاتي في الــ Veyron.

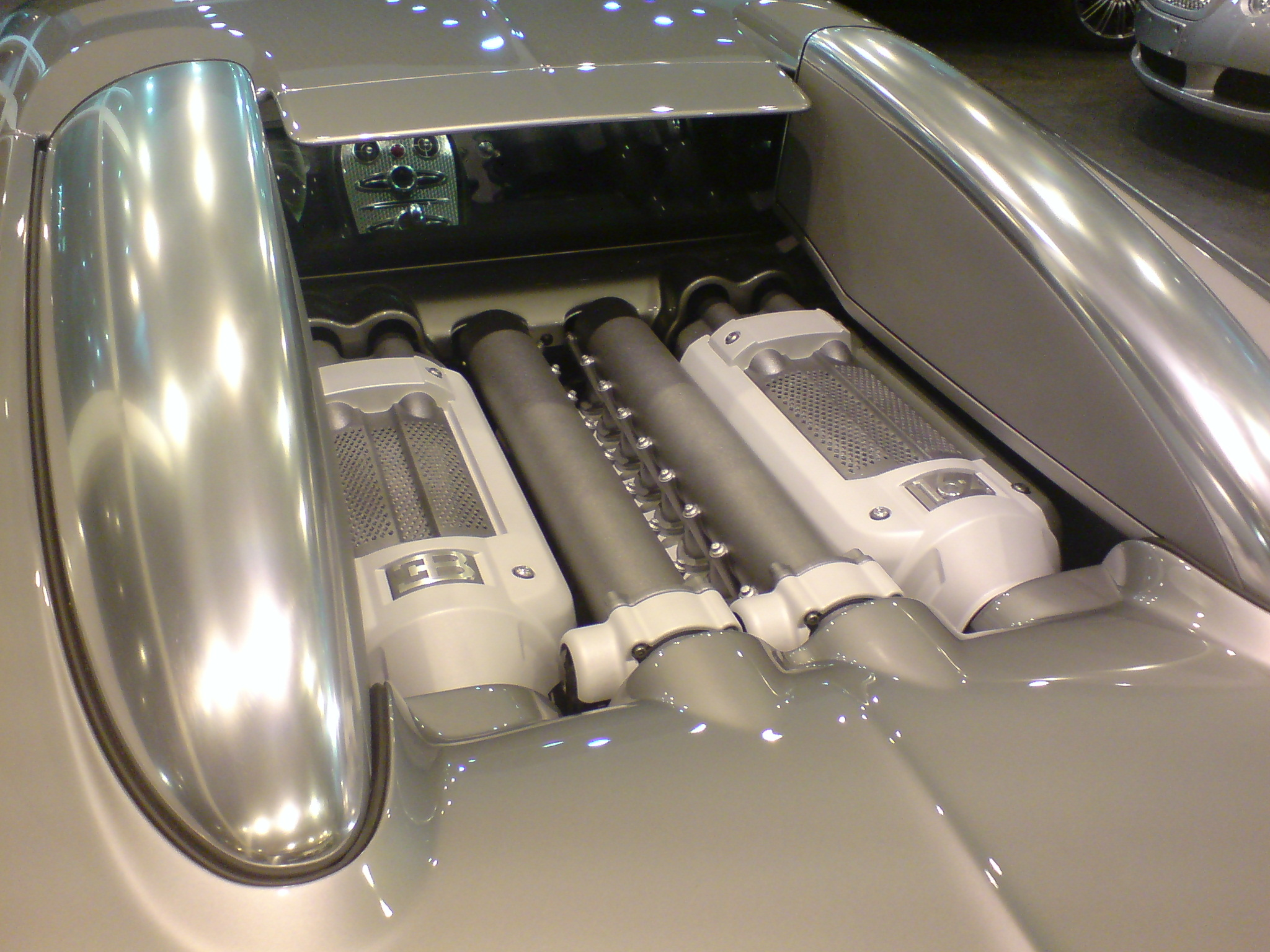
Veyron's W16, 8.0 litre engine with 4 turbo chargers

وقد تميزت Veyron بمحركW16 أسطوانة بشكل «دبليو»، أو ما يعادل محركين من محركات V8. وتحتوي كل أسطوانة على 4 صمامات لما مجموعة 64 صمام، مع اثنين من الـ عمود حدبات وفقط 4 مصارف أسطوانات. المحرك الذي تغذيه أربعة شواحن شاحن توربيني ويبلغ حجمه 8.0 لتر (cc 7993 488/ أنج مكعب) مع مربع 86 ملم (3.4 في) من 86 ملم (3.4 في).
وضع هذه القوة على أرض الواقع هو حقيقة وبعازل تحويل مزدوج ومباشر بين كمبيوتر علبة التروس التي تسيطر عليها جير يدوي مكون من 7 نسب وناقل الحركة وراء عجلة القيادة وبسرعة استجابة وتحسس تبلغ أكثر من 150 مللي ثانية للتحول بين السرعات، وقد صممت وصنعت من قبل ريكاردو من إنجلترا. وVeyron يمكن أن تكون مدفوعة بالكامل بناقل حركة أوتوماتيكي. ومزودة Veyron أيضا بالدفع الرباعي على أساس نظام Haldex للجر. وتستخدم إطارات ميشلان الخاصة والمصممة خصيصا لها لاستيعاب سرعة السيارة القصوى. يقدر كبح الوزن 1.888 كجم (4160 رطل). وهذا يعطي السيارة أفضلية نسبة الوزن إلى القوة من محرك بـ 529 حصانا / طن.
و قياسات قاعدة عجلات السيارة هي 2710 ملم (106.7 إنش). الطول الكلي هو 4462 ملم (175.7 أنج). بعرض 1998 ملم (78.7 أنج) و1204 ملم (47.4 أنج) أرتفاع.

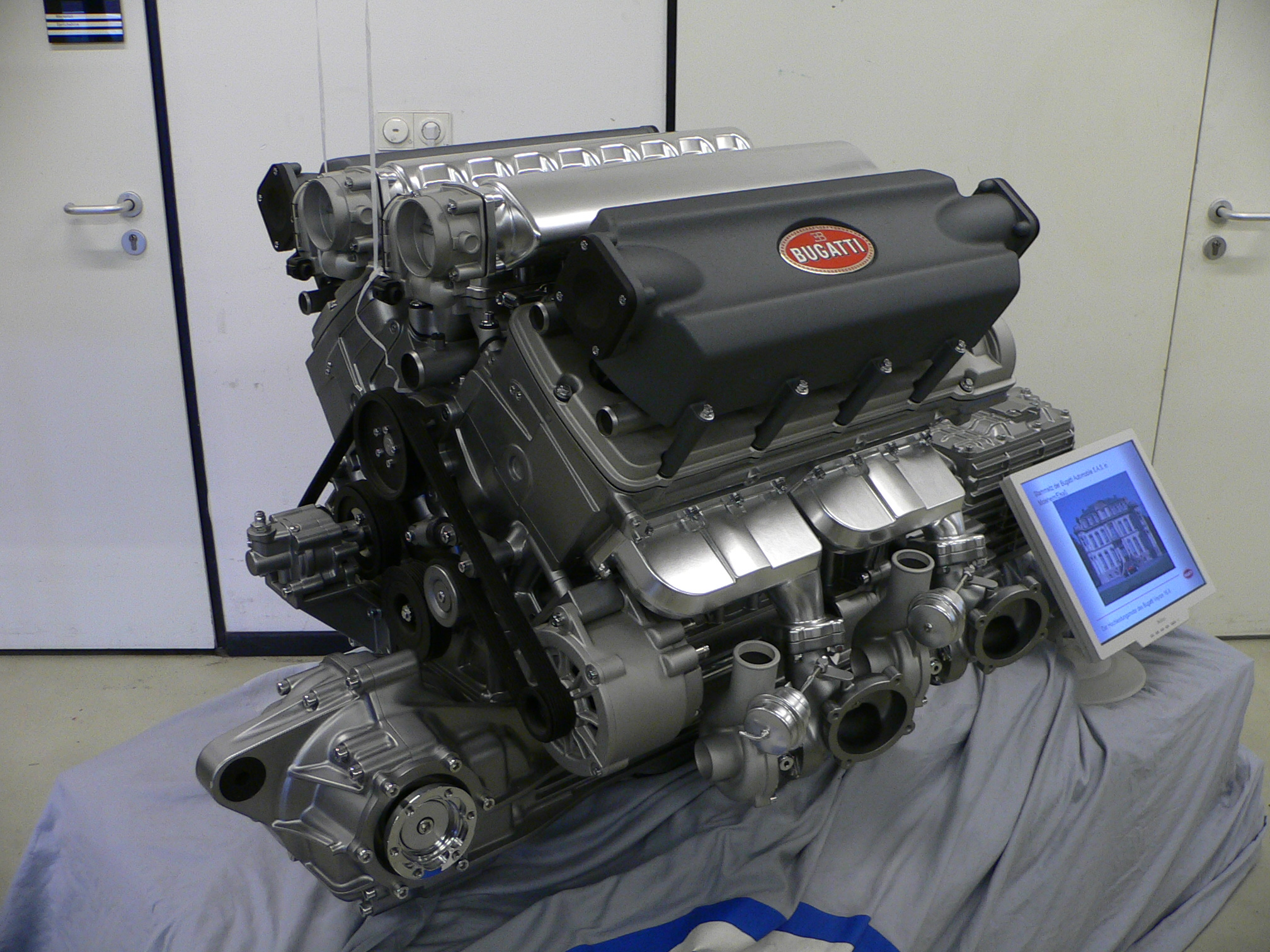
محرك ال 16w لبوجاتي

### مشعات Veyron 's الهيدروليكية ((ألمبادلات الحراريه))
- بوجاتي فايرون ما مجموعه 10 من المشعات الحرارية.

3 مشعات لنظام تبريد المحرك.
1 المبدل لحرارة الهواء إلى السائل التبريد الداخلي.
2 لنظام تكييف الهواء.
1 مبرد ناقل الزيت.
1 مشعة الزيت.
1 مشعة زيت المحرك.
1 المبرد الزيت الهيدروليكي للجناح.
وتملك معامل سحب 0.36، ومنطقة أماميه من 2.07 متر مربع، بمحرك W16 أسطوانه وبحجم 8.0 لتر مع 4 أجهزة شحن توربينية.

### الطاقة
ووفقا لفولكسفاجن (وبموافقة TÜV Süddeutschland) تم إنتاج المحرك النهائي لينتج 1001 (736 kW/987 hp) و1,250 N•m (920 ft•lbf) من عزم الدوران.

## السرعة القصوى
السرعة القصوى في البداية كانت لتكون 407 كم / ساعة (253 ميلا في الساعة) ولكن اختبارات النسخ كانت غير مستقرة في تلك السرعة، مما اضطر تصميما جديدا للديناميكية الهوائية. في أيار / مايو، 2005، اختبر نموذج لـ Veyron في مسار الاختبار لفولكسفاجن بالقرب من فولفسبورج في ألمانيا وسجلت سرعة قصوى 400 كم / ساعة (249 ميلا في الساعة). في تشرين الأول / أكتوبر 2005، وقاد السيارة سائق تحرير المجلة Csaba Csere في اختبار إنتاج النسخة النهائية من Veyron في تشرين الثاني / نوفمبر 2005. هذا الاختبار، في مسار اختبار فولكسفاجن Ehra-Lessien، وصلت سرعتها القصوى 407.5 كم / ساعة (253.2 ميلا في الساعة). تم تحقيق أعلى سرعة مرة أخرى من قبل جيمس ماي مقدم برنامج توب جير Top Gear ومرة أخرى على مسار الاختبار الخاص بفولكسفاجن، عندما وصلت السيارة إلى 407.9 كم / ساعة (253.5 ميلا في الساعة)، الذي يعادل على وجه التحديد 1/3 من سرعة الصوت عند مستوى سطح البحر. عندما نقترب من أعلى سرعة خلال الاختبار يقول جيمس ماي أن «الإطارات لن تصمد أكثر من خمس عشرة دقيقة، لكنه يستدرك بقوله بعدم وجود مشكلة لأن الوقود ينتهي في اثني عشر دقيقة». كما أعطى مؤشرا لاحتياجات الطاقة، عند الاستمرار بالقيادة بسرعة 250 كم / ساعة (155 ميلا في الساعة) فإنها تستخدم ما يقرب من 270 إلى 280 حصانا (200 إلى 210 كيلو واط)، ولكن للحصول على السرعة القصوى الـ (407 كم / ساعة) (253 ميلا في الساعة) تتطلب بذل قوة أكبر من المحرك.
وقد تم آخر اختبار مؤخرا حسب قناة ناشيونال جيوغرافيك حيث بلغ سرعة 430 كم في الساعة وهي أعلى سرعة وصلت لها السيارة.

## التسارع
تمتلك الـ Veyron أكبر تسارع من أي سيارة أنتجت حتى الآن.تصل عند الانطلاق من الجمود إلى 60 ميل (97 كم / ساعة) في 2.46 ثانية. وتصل 100 كلم / ساعة (62 ميلا في الساعة) في حوالي 2.5 ثانية، وهو ما يعادل تسارع في المتوسط نحو 1.18 غرام. ويسهله إلى حد كبير في تحقيق الإعجاب لهذه السيارة بسبب وجود نظام الدفع الرباعي الذي يساعد في نقل كميات كبيرة من هذه الطاقة في المراحل الأولية للتسارع.
قد تصل إلى 200 و300 كم / ساعة (124 و186 ميلا في الساعة) في 7.4 و16.7 ثانية على التوالي. ووفقا لتقرير تم في شباط / فبراير 2007 من مجلة الطريق & المسارRoad & Track، قطعت ربع ميل في 10.2 ثانية على سرعة 142.9 ميل (230.0 كم / ساعة).

## استهلاك الوقود
وقد تستهلك Veyron المزيد من الوقود أكثر من أي سيارة منجزة، باستخدام 40.4 L/100 km أي (6.99 ميلا في الغالون imp/5.82 ميلا في الغالون للولايات المتحدة) للقيادة في المدينة و24.1 L/100 كيلومترا (11.7 ميلا في الغالون imp/9.76 ميلا في الغالون الولايات المتحدة) في الدورة المركبة [الاقتباس حاجة [. في طاقتها القصوى، وهي تستهلك أكثر من 115 L/100 km أي (2.46 ميلا في الغالون imp/2.05 ميلا في الغالون للولايات المتحدة)، بوجود خزان وقود بحجم 100 لتر أي (22 imp gal/26 US gal) يستهلك الوقود خلال 12 دقيقة و46 ثانية فقط.
تمتلك اقوي محرك على الإطلاق

## المكابح

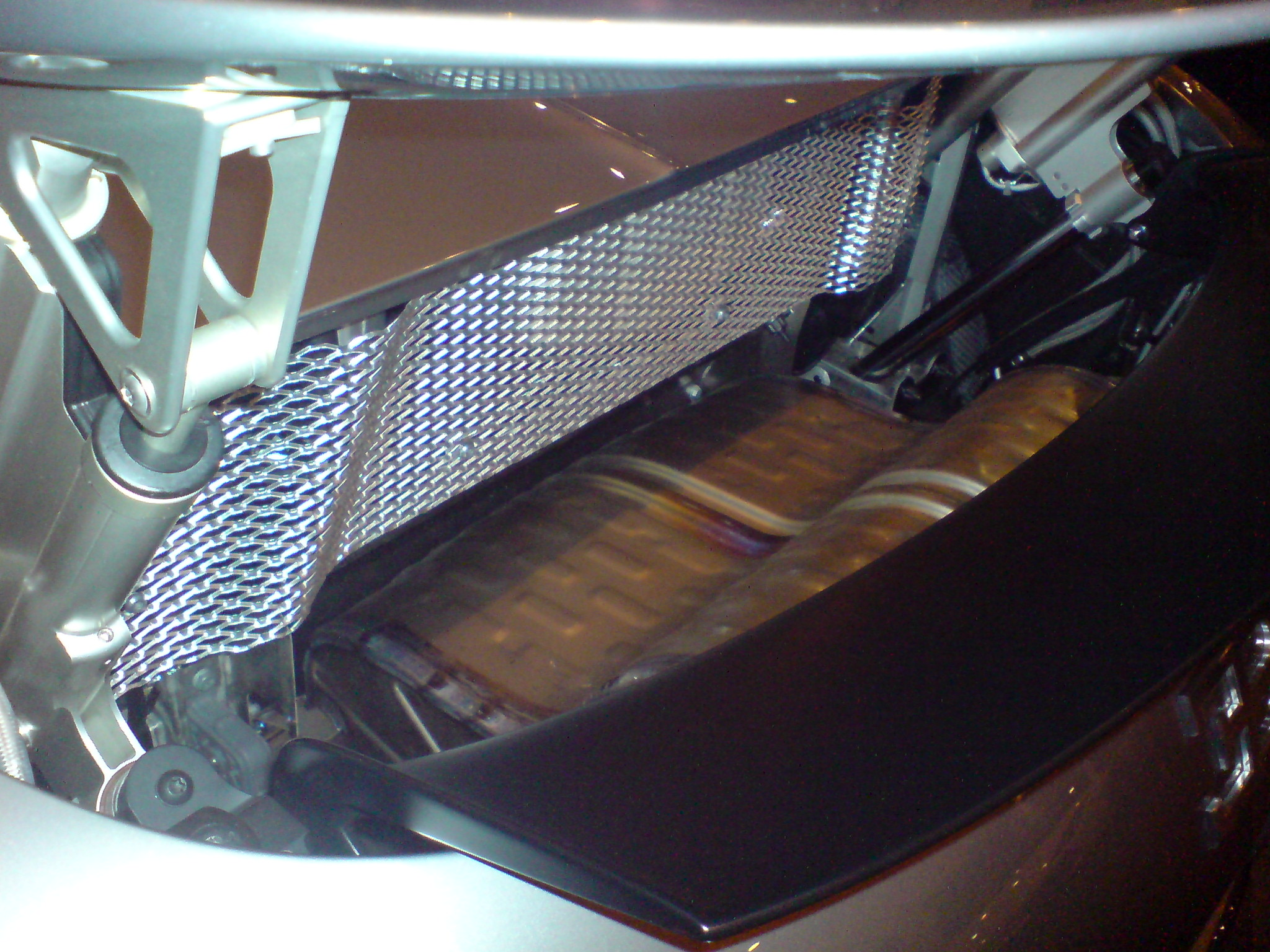
Inside the spoiler's hole

وقد استخدم نظام مكابح فريد من نوعه عبر تنفيس الكربون من خلال مراوح التبريد التي وضعت بصورة تقلل من مقاومة الهواء. الجبهة الأمامية تملك ثمانية مكابس مصنوعة من التيتانيوم والجهة الخلفية تحتوي على ست مكابس.و المطالبات القصوى للتباطؤ1.3 G على إطارات الطريق. وقد تعرضت النماذج لـ 1.0 g من الكبح من 194 إلى 50 ميلا (312 إلى 80 كم / ساعة) دون أن تتلاشى. والجناح الخلفي يعمل أيضا بوصفه كمكبح هوائي من خلال دورانه إلى زاوية 55 درجة في 0.4 ثانية مرة واحدة حيث يعمل عمل الفرامل، ويوفر 0.68 g (4.9 متر / ثانية مربع) من التباطؤ ما يعادل قوة ايقاف غير عادية وتدعي بوجاتي أن الفرامل في Veyron سوف توقفها عند قيادتها بسرعة 400 كم / ساعة (249 ميلا في الساعة) إلى حالة السكون على طريق في أقل من 10 ثواني.

## أعداد نهائيه
| إحصاءات أساسية                  | إحصاءات أساسية                           | إحصاءات أساسية                          | إحصاءات أساسية                       |
| ------------------------------- | ---------------------------------------- | --------------------------------------- | ------------------------------------ |
| المركبة                         | Mid-engine, all-wheel drive 2-door coupe | السعر الأساسي                           | €1,100,100 (GB£850,000/US$1,600,000) |
| المحرك                          | Quad-turbocharged DOHC 64-valve W16      | Engine displacement                     | 7993 cc (488.8 in³)                  |
| الأداء                          |                                          |                                         |                                      |
| السرعة القصوى                   | قالب:Auto km/h (معدل)                    | 0-قالب:Auto mph                         | 2.46 seconds                         |
| 0-قالب:Auto mph                 | 5.5 seconds                              | 0-قالب:Auto mph                         | 9.8 seconds                          |
| 0-قالب:Auto mph                 | 24.2 seconds                             | 0-قالب:Auto mph                         | 53 seconds                           |
| Standing quarter-mile (402 m)   | Standing quarter-mile (402 m)            | 10.2 seconds at قالب:Auto mph           | 10.2 seconds at قالب:Auto mph        |
| استهلاك الوقود                  |                                          |                                         |                                      |
| EPA القيادة داخل المدينة        | قالب:Mpg                                 | EPA القيادة في الشوارع الخارجية السريعة | قالب:Mpg                             |
| استهلاك الوقود في السرعة القصوى | استهلاك الوقود في السرعة القصوى          | قالب:Mpg                                | قالب:Mpg                             |

## كميات الإنتاج من عام 2005
- 2005:[11]
- 2006:[12]
- 2007: 4

## النقاد وتعليقات

### معاينة
وردون موراي، مصمم للفريق مكلارين F1 (Mc Laren F1) (والذي بني لسنوات طويلة إنتاج أسرع سيارة عرفت من أي وقت مضى) فقد أعرب في البداية عن عدم أهمية الأمر من خلال وصفه لبوجاتي بالتصرفات الصبيانية بسبب هدف واحد فقط وهو السرعة القصوى كما وصفها أنها ضيقة التفكير وذلك لمجلة ايفو للسيارات في المملكة المتحدة خلال فترة التنمية. لكن موراي أعجب بـ Veyron بعد أن قادها في اختبار واحد، ولكنه لا يزال يشعر بالقلق إزاء ذلك في مقال كتبه لمجلة الطريق والمسار.

### الاستعراضات
بعد أن وصلت السيارة إلى الإنتاج، تابع موراي كتابة مقال آخر لمجلة السيارات توب جير في المملكة المتحدة حيث لم يتراجع عن ماضيه من الانتقادات الكثيرة للسيارة. وأعلن أيضا عن ما يلي: «الكبح غير اعتيادي.... والقيادة الأولية والتحكم رائعة جدا» و«انه تحقيق إنجاز ضخم».
ثم سلك اتجاه التراجع عن التعليقات السلبية عن Veyron في المملكة المتحدة عندما ظهر المضيف جيرمي كلاركسون جيرمي كلاركسون أعلن في برنامج توب جير على أنها «أفضل سيارة على الإطلاق» بعد أن قال في البداية أنها كانت سخيفة ولن يتم إنتاجها. وقال في وقت الاستعراض في البث المباشر، استنتاجه هو أن «[Bugatti Veyron] هو انتصار للجنون أكثر من الفطرة السليمة، وهو انتصار للرجل على الطبيعة وانتصارا لفولكسفاجن أكثر من غيرها على الإطلاق وعلى كل شركات صناعة السيارات في العالم».
وقد أعلنت مجلة توب جير للسيارات للعام 2005 عن Veyron جنبا إلى جنب مع تويوتا أيجو وبيجو 107 وسيتروان سي1. وكما أعلنت Veyron أنها الحائزة على جائزة Grand Award من فئة Autotech لعام 2006 من قبل مجلة العلوم الشعبية.
في أيار / مايو 2007، اخذت Veyrons إلى المكسيك لاختبار السيارات لمجلة السيارات Panamericano في Hermanos في مضمار السباق رودريغيز المكسيكي. ومع ذلك، وبسبب الارتفاع بدرجات الحرارة في مكسيكو سيتي Mexico City يمكن للسيارة أن تحصل فقط على 850CV من 1001CV وتصل سرعتها القصوى 300 km/h ولكن اختبار Bugatti Veyron لم يصل إلى هذه الأرقام [1001CV، 1250 nm] ؛ مع استخدام البنزين عالي الأوكتان وقد استقرت على نحو 850 CV حيث أن معظم السائقين الـ Supersports يرغبون بهذه المحصلات أن تكون في سياراتهم.

## الإشارات
استعراض جيرمي كلاركسون Timesonline.co.uk
راي هوتون (2005). «داخل بوجاتي». وسائق 50 سيارة.
«بوجاتي فايرون والعودة إلى المسار الاختبار». أسبوع السيارات.
مجلة Csaba Csere (2005). «بوجاتي فايرون السيارة والسائق 16.4». 51.
مجلة ميل بالساعة (mph) المأخذ على بوجاتي فايرون
الموقع الإلكتروني الرسمي لبوجاتي
بوجاتي فايرون—عندما تطير الخنازير
بوجاتي فايرون—تقني التراسل الفوري بالتفصيل (باللغة الألمانية)
مسؤول في مواصفات بوجاتي
Bugatti EB Veyron 16.4 على موقع Xelopolis.com
الأخبار عن بوجاتي فايرون
سجل فقدت السرعة
- Jeremy Clarkson Review Timesonline.co.uk
- Ray Hutton (2005). "[http://www.caranddriver.com/article.asp?section_id=4&article_id=9402&page_number=1 Inside Château Bugatti]". Car and Driver. ج. 50 ع. 11: 112–118. {{استشهاد بدورية محكمة}}: روابط خارجية في |عنوان= (مساعدة)
- "Bugatti's Veyron back on test track". Auto Week. مؤرشف من الأصل في 2006-04-26. اطلع عليه بتاريخ May 12. {{استشهاد ويب}}: تحقق من التاريخ في: |تاريخ الوصول= (مساعدة) والوسيط غير المعروف |access year= تم تجاهله (مساعدة)
- Csaba Csere (2005). "Bugatti Veyron 16.4". Car and Driver. ج. 51. {{استشهاد بدورية محكمة}}: روابط خارجية في |عنوان= (مساعدة)
- mph Magazine's take on the Veyron
- www.bugattipage.com/ride
- Bugatti Veyron - When pigs fly
- Bugatti Veyron - Technic im Detail (in German) نسخة محفوظة 22 أكتوبر 2007 على موقع واي باك مشين.
- Official Specifications by Bugatti
- Bugatti EB Veyron 16.4 on Xelopolis.com
- Bugatti Veyron news
- Speed Record Lost

البوجاتي أقوى سيارة وتسارعها لا يوجد له مثيل والشركة أنتجت موديل جديد من البوجاتي
اسمها bugatti veyron super sport صاروخ أرضي بقوة 1200 حصان وسرعتها437 كم تنطلق من صفر إلى 100
في 2.1 ثانية ومن صفر إلى 400 كم في 30 ثانية فقط ومثل ما قال جيرمي كلاركسون مقدم
برنامج top gear انها ملكة السيارات وكونكورد الشارع بلا منازع !!

## وصلات خارجية
موقع الشركة الرسمي